# جون كافين
جون كافين (بالإنجليزية: John Caven)‏ هو لاعب كرة قدم بريطاني في مركز الهجوم، ولد في 6 يوليو 1934 في إدنبرة في المملكة المتحدة. لعب مع نادي برينتفورد ونادي تشيلمسفورد ونادي كيلمارنوك.